# آکاسیای دینی
آکاسیا دینی (نام علمی: Acacia deanei) نام یک گونه از سرده آکاسیا است.